# 圣雅各堂 (利物浦)
圣雅各堂（St James' Church）是英国利物浦的一座圣公会教堂，位于托克斯泰斯圣雅各坊。该堂建于1774-1775年，在1974年10月1日宣布废弃，2010年5月恢复使用。1985年列为II*级登录建筑。 
内部的建筑风格为乔治式。 该堂有18世纪早期和19世纪早期纪念碑。许多纪念碑涉及到奴隶贸易。